# Loggerheads (Staffordshire)
Loggerheads – wieś w Anglii, w hrabstwie Staffordshire, w dystrykcie Newcastle-under-Lyme. Leży 23 km na północny zachód od miasta Stafford i 220 km na północny zachód od Londynu. Miejscowość liczy 1359 mieszkańców.